# Ambrosio Ignacio Spínola

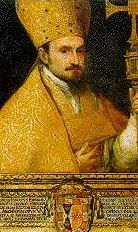
Ambrosio Ignacio Spínola y Guzmán

Ambrosio Ignacio Spínola y Guzmán (* 7. Januar 1632 in Madrid; † 24. Mai 1684 in Sevilla) war ein spanischer Bischof. Er war Erzbischof von Valencia von 1667 bis 1668, Santiago de Compostela von 1668 und Sevilla von 1668 bis 1684.

## Leben
Spínola war ein Sohn von Filippo Spinola, Marqués de Los Balbases (1594–1659), und einer Tochter des Diego Mexía Felípez de Guzmán, Marqués de Leganés. Sein Großvater väterlicherseits war der aus Genua stammende spanische Generalfeldmarschall Ambrosio Spinola (1571–1630). Der Kardinal Agustin Spinola (1597–1649), von 1645 bis 1649 ebenfalls Erzbischof von Sevilla, war sein Onkel.
Spínola war 1665 bis 1667 Bischof von Oviedo und wurde 1667 Erzbischof von Valencia, 1668 Erzbischof von Santiago de Compostela und im selben Jahr Erzbischof von Sevilla, was er bis zu seinem Tod 1684 blieb.
Er beauftragte 1637 den spanischen Maler Juan de Valdés Leal (1622–1694), eine Serie von Szenen aus dem Leben seines Namenspatrons, des hl. Ambrosius von Mailand, für seine Privatkapelle im erzbischöflichen Palast in Sevilla zu malen. Während des Krieges auf der Iberischen Halbinsel nahm der französische Marschall Soult 1810 sein Hauptquartier im Palast. Die Bilder verschwanden und galten als verschollen, bis fünf von ihnen 1960 auf dem New Yorker Kunstmarkt wieder auftauchten – zwei weitere erschienen 1981 bei einer Auktion in Paris.
Vier dieser Bilder (San Ambrosio nombrado gobernador de Milán, San Ambrosio consagrado obispo de Milán, San Ambrosio negando al emperador Teodosio la entrada al templo und San Ambrosio absolviendo al emperador Teodosio) wurden vom Museo Nacional del Prado in Madrid erworben und werden heute dort ausgestellt.